# 倉石一旺
倉石 一旺（くらいし かずお、1944年4月19日 - ）は、日本の俳優、声優。本名及び旧芸名：倉石 和旺。
長野県出身。長野県長野高等学校卒。劇団俳優座養成所第15期生（同期は地井武男、夏八木勲、林隆三、前田吟、村井国夫、竜崎勝）。劇団雲、さち子プロ、村上事務所、東京俳優生活協同組合に所属していた。

## 出演作品

### テレビドラマ
- あゝ同期の桜 第12話「我ひとり大空に散らむ」（1967年、NET）
- 火曜日の女シリーズ / 逃亡者 -この街のどこかで-（1970年、大映テレビ室・日本テレビ）※倉石和旺名義
- 帰ってきたウルトラマン 第40話「まぼろしの雪女」（1972年、TBS） - 青年
- 熱血猿飛佐助 第10話「黒き瞳の輝き」（1972年、TBS） - 兵吉
- 刑事くん 第3部 第48話「爆発一秒前」（1973年、TBS）
- 恐怖劇場アンバランス 第9話「死体置場（モルグ）の殺人者」（1973年、CX） - 医学生
- 荒野の素浪人 第2シリーズ 第36話「廃墟の絶唱」（1974年、NET）
- 銭形平次（CX）
  - 第449話「蜜の罠」（1974年）
  - 第523話「おいらの親父日本一」（1976年）
  - 第626話「見習同心心得帳」（1978年）
- 非情のライセンス 第2シリーズ（NET）
  - 第2話「兇悪の傷痕」（1974年） - 玉川邦夫
  - 第90話「兇悪の偽装工作」（1976年） - 平塚
- 秘密戦隊ゴレンジャー 第26話「青すじ七変化! 恐怖の毒薬博士」（1975年、NET） - 内山博士
- 快傑ズバット 第16話「殺しのぬれぎぬ哀しみの健」、第17話「嘆きの妹 ふたりの健」（1977年、12ch） - 松島勇作
- 命もいらず名もいらず 西郷隆盛伝（1977年、TBS）
- 大河ドラマ（NHK）
  - 獅子の時代（1980年） - 久保書記官
  - 峠の群像 第29話「内蔵助、記者会見」（1982年） - 浪人
  - 山河燃ゆ（1984年） - 岡田刑事
- 桃太郎侍（NTV）
  - 第181話「純情ひとすじ廓の恋」（1980年） - 銀蔵
  - 第198話「この子どこの子だあれの子」（1980年） - 目明し
  - 第234話「金の鯱鉾の女」（1981年）
- 大捜査線 第19話「果たされた約束」（1980年、CX）
- 走れ!熱血刑事 第5話「犬だけが知っていた」（1980年、ANB / 勝プロ）
- 鬼平犯科帳 第2シリーズ 第25話「密偵たちの宴」（1981年、ANB / 中村プロ） - 用心棒
- 太陽にほえろ!（NTV / 東宝）
  - 第441話「カーテン」（1981年）
  - 第472話「鮫やんの大暴走」（1981年） - 城北署鑑識課員
  - 第522話「ドックとボギー」（1982年） - 文京大学アニマルセンター事務長
  - 第536話「死因」（1982年） - 岩本検視官
  - 第556話「南国土佐・黒の推理」（1983年） - 岡崎スタジオ主人
  - 第579話「鳩の舞う街」（1983年） - 吉山和夫
- 特捜最前線（ANB）
  - 第215話「シャムスンと呼ばれた女!」（1981年）
  - 第288話「永吉と呼ばれた19歳!」（1982年）
- 斬り捨て御免! 第22話「江戸浪人街の血闘」（1981年、TX）
- 同心暁蘭之介 第40話「火祭り変化」（1981年、CX）
- 立花登・青春手控え 第22話「めざめ」（1982年、NHK）
- 遠山の金さん（ANB）
  - 第12話「この男、鬼と呼ばれて七百十日」（1982年） - 伊兵衛
  - 第71話「おんな一心太助と深海の美女!」（1983年） - 成瀬忠右衛門
- 旅がらす事件帖

### 舞台
- ジュリアス・シーザー
- PROLOGOS お伽噺
- リア王

### テレビアニメ
1976年
- 母をたずねて三千里（アンヘル）

1977年
- 合身戦隊メカンダーロボ（グワンダ・ギリ）
- あらいぐまラスカル（チャールズ・ノース）